# 22. juli
22. juli er dag 203 i året i den gregorianske kalender (dag 204 i skudår). Der er 162 dage tilbage af året.
Dagens navn:
Maria Magdalene, søster til Lazarus og Martha. Hun bliver ofte (i den vestlige tradition) betragtet som den synderinde (læs: luder), der salver Jesus, mens hun opslugt lytter til Jesu tale, mens hendes søster Martha har travlt med huslige gøremål. Hun er med ved Jesu kors langfredag, og iflg Markus den, der først ser den opstandne påskemorgen.
Dagen kaldes også Pi tilnærmelsesdag, da 22/7 er en god tilnærmelse til pi.

### Begivenheder
Født - Dødsfald
- 1227 - Valdemar 2. Sejr lider nederlag ved Bornhøved i Holsten. Dermed sættes et foreløbigt punktum for de danske udvidelsesplaner.
- 1812 - Den franske hær i Spanien lider nederlag til hertugen af Wellington.
- 1871 - Socialisten - senere dagbladet Aktuelt - udkommer for første gang.
- 1889 - Elvira Madigan og Sixten Sparre findes skudt på Tåsinge.
- 1892 - Afholdsforeningen NIOGT stiftes.
- 1894 - Første bilvæddeløb Paris-Rouen afholdes; gennemsnitshastigheden er 22 km/t.
- 1924 - Efter en pause under første verdenskrig åbner Wagner-festspillene igen i Bayreuth. Der indledes med Mestersangerne i Nürnberg.
- 1933 - Wiley Post gennemfører den første verdensomspændende soloflyvning i sin en-motors Lockheed Vega 5B, "Winnie Mae" på 7 dage 18t 49m. Han omkommer sammen med komikeren Will Rogers i 1935 ved et flystyrt i Alaska.
- 1934 - John Dillinger, "samfundets fjende nummer 1" og eftersøgt af FBI, skydes ned i Chicago.
- 1942 - Under 2. verdenskrig finder de første deportationer fra Warszawas ghetto til koncentrationslejre sted, og Treblinka åbnes.
- 1943 - Under 2. verdenskrig indtager amerikanerne Palermo på Sicilien som en del af Invasionen af Sicilien.
- 1946 - Brødrationering indføres i England efter en dårlig hvedehøst.
- 1950 - Kong Leopold 3. af Belgien vender hjem efter seks års eksil.
- 1952 - Under besøg i Odense vækker den amerikanske skuespiller Danny Kaye opsigt ved (på opfordring!) at lægge sig i H.C. Andersens seng.
- 1963 - Sonny Liston besejrer Floyd Patterson i sværvægtsboksning.
- 1967 - Den første love-in (en hippie-happening) finder sted i Danmark med akustisk musik fra Steppeulvene.
- 1969 - Spaniens diktator, Francisco Franco udnævner med parlamentets billigelse den 31-årige prins Juan Carlos til sin efterfølger.
- 1977 - I Folkerepublikken Kina kommer Deng Xiaoping til magten.
- 1981 - I Rom dømmes den 23-årige tyrkiske terrorist Mehmet Ali Agca livsvarigt fængsel for attentatet mod pave Johannes Paul 2.
- 1984 - To unge mænd saver højre arm af Den Lille Havfrue.
- 1985 - En omkommer og 27 såres i København, da den muslimske terrorgruppe Islamisk Jihad sprænger bomber ved et amerikansk luftfartselskab og ved en synagoge.
- 1992 - Uvurderlige originalmanuskripter fra H.C. Andersens hånd af Kejserens nye klæder, Den lille havfrue og Elverhøj stjæles ved indbrud i H.C. Andersens Hus i Odense. Pr. 2024 er tyveriet ikke opklaret og manuskripterne er ikke fundet.
- 2005 - Den russiske atletikkvinde Jelena Isinbajeva sætter verdensrekord i stangspring på 5,00 m ved London Super Grand Prix.
- 2005   - Den brasilianske elektriker Jean Charles de Menezes dræbes ved en fejltagelse af Londons politi i deres jagt efter bombemændene fra 7. juli og 21. juli.
- 2011 - Det største terrorangreb i Norge siden 2. verdenskrig finder sted med en bombesprængning i regeringskvarteret i Oslo og dels en massakre på øen Utøya. 77 omkommer.

### Født
- 1478 - Kong Philip I ("den smukke") af Spanien, søn af Ferdinand og Isabella (død 1506).
- 1784 - Friedrich Wilhelm Bessel, tysk astronom. Har lagt navn til Bessel funktionen (død 1846).
- 1822 - Gregor Johann Mendel, østrigsk pioner indenfor arvelære. (død 1884).
- 1871 - Ernesto Dalgas, dansk filosof og forfatter (død 1899).
- 1882 – Edward Hopper, amerikansk kunstmaler (død 1967)
- 1887 - Gustav Ludwig Hertz, tysk fysiker, som modtager nobelprisen i 1925 (død 1975).
- 1908 - Amy Vanderbilt, amerikansk forfatter (død 1974)
- 1923 - Bob Dole, amerikansk politiker  (død 2021).
- 1928 - Per Højholt, dansk forfatter (død 2004).
- 1931 - Guido de Marco, tidligere præsident af Malta (død 2010).
- 1947 - Børge Robert Mortensen, trommeslager i The Maxwells (død 2010).
- 1955 - Jens Henrik Højbjerg, dansk politidirektør.
- 1955 - Willem Dafoe, amerikansk skuespiller
- 1955 - Aske Bentzon, dansk guitarist og skuespiller.
- 1964 - David Spade, amerikansk skuespiller.
- 1978 - Dennis Rommedahl, dansk fodboldspiller.
- 1980 - Kate Ryan, belgisk sangerinde.
- 1992 - Selena Gomez, amerikansk skuespillerinde.
- 2002 - Prins Felix, prins af Danmark.
- 2013 – Prins George af Cambridge, engelsk prins

### Dødsfald
- 1853 - Christoffer Wilhelm Eckersberg, dansk maler (født 1783).
- 1916 - Hans J. Holm, dansk arkitekt (født 1835).
- 1940 - Marie Bregendahl, dansk forfatter (født 1867).
- 1976 - Hakon Stangerup, dansk litteraturhistoriker og kritiker (født 1908).
- 1990 - Preben Neergaard, dansk skuespiller (født 1920).
- 2002 - Solveig Sundborg, dansk skuespillerinde (født 1910).

|  | Denne datoartikel kan blive bedre, hvis der indsættes et (bedre) billede Du kan hjælpe ved at afsøge Wikimedia Commons for et passende billede eller uploade et godt billede til Wikimedia Commons iht. de tilladte licenser og indsætte det i artiklen. |